# Anton (computadora)

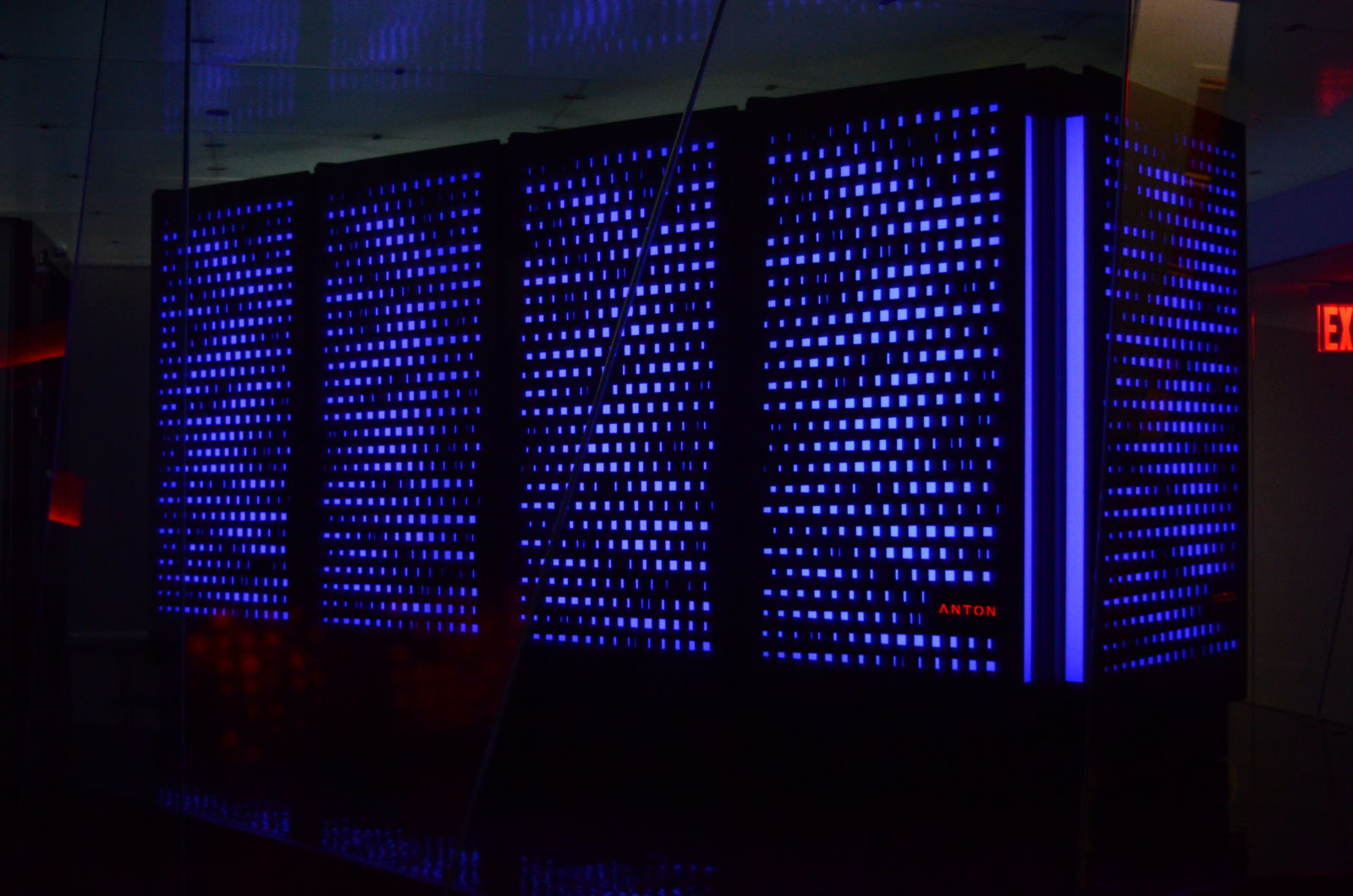
La supercomputadora Anton vista desde el exterior.

Anton es una supercomputadora masivamente paralela diseñada y construida por D. E. Shaw Research en Nueva York, que funciona desde el 2008. Es un sistema de propósito específico para simulaciones de Dinámica molecular (DM) de proteínas y otras macromoléculas biológicas. Una máquina Anton consiste en un gran número de circuitos integrados de aplicación específica (ASIC), interconectados por una red torus tridimensional de alta velocidad.
A diferencia de sistemas de propósito específico para simulaciones DM anteriores tales como MDGRAPE-3 desarrollados por RIKEN en Japón. Anton corre sus cálculos completamente en ASIC, en lugar de dividirlos entre ASIC y hosts de propósito general.
Cada ASIC de Anton contiene dos subsistemas computacionales. La mayoría de los cálculos de electroestática y Fuerzas de Van der Waals son llevadas a cabo por un subsistema de interacción de alto rendimiento (HTIS). Este subsistema contiene 32 módulos altamente canalizados corriendo a 800 MHz organizados como un array sistólico. Los cálculos restantes, incluyendo fuerzas de enlace y transformadas rápidas de Fourier (usadas para electroestática de largo alcance), son llevados a cabo por el subsistema flexible. Este subsistema contiene cuatro núcloes de Tensilica (cada uno con sus memoria caché y scratchpad) y ocho núcleos SIMD especializados pero programables llamados núcleos geométricos. El subsistema flexible corre a 400 MHz.
La red de Anton es un torus 3D; cada chip tiene 6 enlaces inter-nodos con un ancho de banda total (entrada + salida) de 607.2 Gbit/s. Un enlace inter-nodo está compuesto de dos enlaces unidireccionales iguales, cada uno viajando en una dirección y teniendo 50.6 Gbit/s de ancho de banda. Estos enlaces están compuestos de 11 vías, donde una vía es un par diferencial de cables señalizando a 4.6 Gbits/s. La latencia por salto en la red Anton es de 50 ns. Cada ASIC tiene adjunto su propio banco DRAM, permitiendo simulaciones grandes.
El desempeño de una máquina Anton de 512 nodos es de más de 17 000 nanosegundos de tiempo simulado por día para sistemas proteína-agua compuestos de 23 558 átomos. En comparación, código MD corriendo en computadoras paralelas de propósito general con cientos o miles de núcleos logran tasas de simulación de unos pocos cientos de nanosegundos por día en un mismo sistema químico. La primera máquina Anton de 512 nodos se puso operacional en octubre del 2008. El proyecto de varios petaFLOPs de computación distribuida Folding@home ha logrado escalas de tiempo de simulación comparables al tiempo total de una solo simulación continua en Anton, específicamente logrando un rango de 1.5 milisegundos en enero de 2010.
La supercomputadora Anton toma su nombre de Anton van Leeuwenhoek, quien es referido frecuentemente como "el padre del microscopía" por construir instrumentos ópticos de alta precisión y usarlos para visualizar una amplia variedad de organismos y tipos de células por primera vez.
La máquina ANTON 2 se ha descrito como una mejora sustancial de velocidad y del tamaño del problema
El Instituto Nacional de Salud ha dado soporte a una máquina ANTON para la comunidad de investigación biomédica en el Pittsburgh Supercomputing Center de la Universidad Carnegie-Mellon y recientemente ha aprobado el soporte de una máquina ANTON 2 allí.